# (36071) 1999 RG56
1999 RG56 (asteroide 36071) é um asteroide da cintura principal. Possui uma excentricidade de 0.10581250 e uma inclinação de 10.07459º.
Este asteroide foi descoberto no dia 7 de setembro de 1999 por Spacewatch em Kitt Peak.